# 导航街道
导航街道是中华人民共和国吉林省通化市柳河县下辖的一个街道办事处。

## 行政区划
导航街道下辖以下村级行政区划单位：
振兴社区、民主社区、场站社区、导航社区、河北社区、建设社区、靖安社区、城南村、河北村。